# Странный рай (телесериал)
«Странный рай» (англ.Strange Paradise) — канадская оккультно—сверхъестественная мыльная опера изначально запущенная в синдикации в США 8 сентября 1969 года, а позже транслировавшаяся на канадском телеканале CBC с 20 октября 1969 по 22 июля 1970 года. Сериал был первым совместно спродюсированным США и Канадой проектом, реализованным в виде дневной мыльной оперы.
Производством занимался Стив Крантц, пытаясь нажиться на успехе дневного сериала ABC — Мрачные Тени. Для разработки сериала Крантц нанял актёра—писателя Яна Мартина и ветерана телевизионной и радио индустрии продюсера Джерри Лейтонона, впоследствии оба из которых значатся создателями сериала. «Странный рай» иногда называют «Мрачными тенями севера», говоря о его канадской связи.
Совместно с CBC и американскими телевещателями Metromedia и Kaiser Broadcasting, занимающимися распространением и совместным производством, сериал был выпущен в Оттаве на CTV-филиале CJOH-TV и транслировался в течение 39 недель, представляя три отдельные 13-недельные сюжетные арки.

## Сюжет
Действие готической мыльной оперы происходит на небольшом острове карибского моря. Главный герой — миллиардер Жан Поль Десмонд, проживает в замке Малъярдин («Малъярдин» с французского языка переводится как «сад зла») со своими слугами Ракслом и Кито. У него трагическим образом погибает беременная жена Эрика. Жан Поль отказывается принимать смерть жены и помещает её тело в креогенное хранилище. Чтобы вернуть её из мёртвых заключает злополучную сделку с духом своего зловещего предка Жака Элои де Мондса, что приводит к ещё большей трагедии. В конце концов Малъярдин сгорел, и действие переместилось в Десмонд-Холл, в дом где родился Жан Поль в Северной Америке. Вскоре пропадает брат главного героя Филип. Ведьмы насылают проклятье на семью Десмонд и Жан Полю приходиться бороться с силами тьмы, пытаясь снять проклятье с его семьи и вернуть жизнь в прежнее русло.

## Актёры и персонажи

### Основной состав
- Жан Поль Десмонд (Колин Фокс) — главный герой, миллиардер, бизнесмен. Родился и вырос в Десмонд Холл, после женитьбы на Эрике Карр решает поселиться в родовом замке Малъярдин.
- Жак Элои де Мондс (Колин Фокс) — умерший предок Жан Поля Десмонда. В виде призрака обитает портретах, иногда завладевает телом Жан Поля. Жил 1660 по 1689 годы.
- Филип Поль Десмонд (Нил Дайнард) — брат Жан Поля, проподает вскоре после переезда в Десмонд Холл.
- Эрика Десмонд (Карр) (Лара Кокрейн, Туди Виггинс) — Жена Жака Поль Десмонда, погибла в автокатастрофе во время беременности. Таинственно воскресшая из мёртвых.
- Элисон Кар (Дан Гринхалг) — сестра Эрики Кар, имеет докторскую учёную степень.
- Раксал (Косетт Ли) — слуга Десмодов, жрица вуду.

### Второстепенный состав
- Кито (Курт Шигель) — слуга Десмодов, высокий, немой силач.
- Холли Маршалл (Сильвия Фейгель) — проблемный подросток, сбежавшая из дома.
- Элизабет Маршалл (Пейсли Максвелл) — властная мать Холли.
- Тим Стентон (Брюс Грей) — голодающий художник, которому поручили написать портрет Эрики.
- Преподобный Мэт Доусон (Дэн Макдональд) — конфликтный священнослужитель, тайно влюблён в Холли Маршплл.
- Ванге Эббот (Агелина Роланд) — менеджер местного кафе и практик древнего искусства вуду.
- Дэн Форрест (Джон Граник) — адвокат и доверенное лицо Жан Поля.

## Производство

### Съёмки пилота
Подготовка к съёмкам и репетиции пилотного эпизода начались 12 мая 1969 года, а уже съёмка эпизода проходила 17-18 мая в студии «А» в CJOH-TV в Оттаве. Съемки остальных серий начались 11 августа 1969 года, а проходили в старой киностудии Crawley Film в Челси, Квебек, примерно в 20 минутах от телевизионной студии CJOH, где снимался пилотный эпизод.
Местом для съёмок был выбран неоготический замок Каса Лома, местная туристическая достопримечательность в Торонто, построенная в 1911 году богатым канадским бизнесменом сэром Генри Пеллатом. Экстерьеры были сняты в начале мая 1969 года, командой операторов CJOH и состояли в основном из создания снимков особняка и нескольких кадров Кито, поднимающимся к особняку, которые использовались в пилоте. В остальные сцены снимались на киностудии.
Несмотря на то, что в телевизионных эпизодах имя Мэнкина не упоминается, в сценарии пилотного эпизода ему дается имя Курт. Так же в первоначальном сценарии цель Мэнкина на острове была более определенной. Говорили, что он помог Эрике восстановить ее красоту после того, как она была изуродована в автомобильной аварии. Гроб для тела Эрики используемый до помещения её в криокапсулу, был настоящим, купили его в местном похоронном бюро в Оттаве. Плетёные стулья, которые усеивали французское кафе Лив, оказались в доме одного из членов команды после завершения съемок в «Странном раю». Хотя это никогда специально не упоминается на экране, но подразумевается, что замок - единственное крупное современное сооружение на острове Мальярдин. Местные жители так же упоминаются, но никогда не появлялись в кадре.

### Распространение и замены в актерском составе
«Странный рай» был продан потенциальным вещателям с помощью пилотного эпизода, снятого в мае 1969 года, и сопутствующего рекламного ролика смежных сцен, которые сотрудники Krantz Films называли «виньетками». Несколько актеров и персонажей доснимали или меняли после съемок этих рекламных роликов. Актер Пол Хардинг, сыгравший роль Дана Форреста в пилоте, отказался продолжать сниматься и был заменен Джоном Граником. Аналогично, роль жены Жака Элои де Монд, Уако, была в пилоте была сыграна актрисой Патрисией Коллинз, но она не присоединилась к постоянному составу сериала. Актриса Нонни Гриффин сыграла в пилоте Берил Форбс, персонажа, которая по плану должна была быть заклинательницей (роль, важная для сериала). Тем не менее, Гриффин отказалась участвовать в продолжении сериала, и ее персонаж был полностью исключен. Вместо этого роль заклинательницы выпала на роль Ванги Эбботт, которую сыграла актриса Анджела Роланд.

### Спад рейтингов
Из-за низких рейтингов спустя всего месяц после премьеры в США — 8 октября 1969 года телестанция Metromedia прекратила трансляцию сериала в Нью-Йорке и Лос-Анджелесе, а Kaiser Broadcasting перенесла его с прайм-тайма на середину дня в Филадельфии с 19:00 на 16:40, Бостоне с 18:30 на 16:00, Кливленде с 19:00 на 15:00 и Детройте с 19:30 на 11:00.
В результате плохих рейтингов сценарист Ян Мартин и исполнительный продюсер Джерри Лейтон покинули проект после девяти недель производства сериала. На замену Джерри Лейтона пришёл Роберт Костелло, работавший до этого на сериалом Мрачные Тени. Мартин написал сценарии в течение первых девяти недель, и после его ухода сценаристы Джордж Сальверсон, Рон Чудли и Джеймс Элворд быстро включились в работу, чтобы удержать сериал на плаву на протяжении ещё двух недель, пока не собрался ещё один штат сценаристов. Корнелиус Крэйн закончил первую 13-недельную арку. От сценария Яна Мартина быстро отказались и запустили в производство новый, из-за чего не успели изменить рекламные объявления, которые были разосланы за несколько недель в газеты и местные списки телепрограмм. В результате, около ноября-декабря 1969 года, в ряде публикаций США ежедневно выпускались описания эпизодов Яна Мартина, которые никогда не были сняты.
В начале второй 13-недельной сюжетной арки сериал кардинально изменился. Действие перенеслось из карибского острова Малъярдин в Десмонд-Холл. К сценаристу Корнелиусу Крэйну присоединился Рон Спрат, бывший сценарист Мрачных теней. Джозеф Колдуэлл и Джон Р. Мельмер также написали сценарии к нескольким эпизодам этого периода.
Во время третей 13-недельной сюжетной арки Корнелиус Крэйн оставил сценарную команду сериала, а к Рону Спрату присоединился телевизионный неофит Хардинг Лемей в течение первых четырёх недель. Несмотря на свою неопытность, Лемей остался единственным сценаристом за последние девять недель сериала.

## Повторы и релиз
Почти сразу после выхода последнего эпизода «Странного рая» (в то время как сериал все еще находился в последней неделе его первоначального показа на CBC), сериал был выбран для синдицированных повторов в США. Таким образом, это была первая мыльная опера проданная для повторов.
Также в 1993 году «Странный рай» обрел новую жизнь на рынке домашнего видео, когда Centaur Distribution начала выпуск сериала на видеокассетах. В конце концов, 21 том был выпущен на VHS, включая первые 105 серий, до того, как проект был свернут. С тех пор права на «Странный рай» были приобретены  Nihali Entertainment, но сериал так и не был выпущен ни ни разу на DVD. Тем не менее, сериал доступен для вещания в формате синдикации с момента его премьеры в 1969 году, в начале 2000-х появился на канадском канале Drive-In Classics как раз к 35-летию сериала. Он транслировался на Drive-In Classics с 4 октября 2004 года по 1 октября 2007 года.

## Книги
Между декабрём 1969 и августом 1970 издательство Paperback Library выпустило три телевизионных сюжетных романа, созданных автором готической романтики Дороти Дэниелс: Странный рай, Остроа Зла и Раксал Жрица Вуду.

## Влияние на другие проекты
Между 1974 и 1980 Ян Мартин внес вклад в многочисленные сценарии Химана Браунса для радио драм Театр Мистерий на CBS, и многие из этих радиопостановок содержали элементы, взятые непосредственно из его ранних произведений о Странном Рае. Главными среди этих элементов были: его сценарий на 7 августа 1975 года «Умереть навсегда» (виртуальный пересказ истории Мальжардина), «А, вот и невеста» (4 февраля 1974 года) и «Призрачная невеста» (26 сентября 1974 года). Приблизительно в 1979 году Мартин начал адаптировать некоторые из своих сценариев Театра Мистерий в роман для издателя Popular Library, и одним из сценариев, выбранных для этой обработки, был «А, вот и невеста». Роман был опубликован в 1980 году под названием «Тень над седьмым небом», за авторством Мартина, под псевдонимом Джоэн Арлисс. Во время процесса адаптации он удалил многие элементы, которые связывали его с оригинальным сценарием «Странного рая». Однако в романе «Гнездо кошмара» заметно влияние «Странного рая».

## Наследие
В период с октября 2001 года по январь 2002 года в Музее Непея близ Оттавы была представлена выставка, посвященная истории CJOH-TV. Среди экспонатов были реквизиты, костюмы из «Странного рая», в том числе фотографии актеров, декорации, сценарии и оригинальная кукла заклинательницы.
Рождение Интернета породило новые точки влияния «Странного рая». Была создана группа в Yahoo, которая позволяла поклонникам делится мыслями о сериях в сообщениях. Кроме того, отдельные фанаты создали веб-сайты для документирования сериала и продвижения фэндома.